# Prorok
Prorok (grč. profetas, hebr. nabi, akadski nabu, arap. نبي‎ - nebí ), u objavljenim religijama čovjek koji prenosi Božju poruku ljudima. Kako su proroci nerijetko naviještali buduće događaje, danas se pod tim pojmom često pogrešno smatra osoba koje predkazuje budućnost.
U grčkom jeziku prorok je "onaj koji govori u nečije ime".
U biblijskom smislu prorok je čovjek kojega Bog izabire i u svoje ime šalje ljudima da im prenese njegovu poruku.
Prorok se u biblijskom hebrejskom još zove i ro'eh i hozeh što znači "vidjelac" ili "motritelj".

## Proroci u židovstvu i kršćanstvu
U židovstvu i kršćanstvu, proroci su Božji izabranici koje Bog poziva da budu vjesnici i tumači njegove riječi. Preko njih Bog vodi svoj izabrani narod. Dva najčešća oblika proročke službe su prekoravanje i ohrabrivanje. Prvi i najveći prorok jest Mojsije.
Proroke dijelimo na male i velike. Malih proroka ima dvanaest, a to su: Hošea, Joel, Amos, Obadija, Jona, Mihej, Nahum, Habakuk, Sefanija, Hagaj, Zaharija i Malahija. Velikih proroka ima samo četiri, a to su: Izaija, Jeremija, Ezekiel i Daniel.
Mali i veliki proroci spadaju u "proroke-pisce". Postoje još i "proroci-govornici" (Natan, Gad, Ahija, Ilija, Elizej). 
Proroci u Sjevernom kraljevstvu (Izrael): Ilija, Amos i Hošea.
Proroci u Južnom kraljevstvu (Judeja): Izaija, Mihej, Nahum, Sefanija, Habakuk i Jeremija.
Jedan od poznatijih proroka, koji je navještao skori dolazak Mesije je zasigurno Ivan Krstitelj.
Najveći od svih proroka je sam Isus Krist koji je za kršćane u najpotpunijem smislu glasnik slobode i nade.

### Poslanici u islamu
Četvrta temeljna istina islamskog vjerovanja je vjerovanje u Alahove poslanike, ljude za koje se zna da su poslani od Boga, kako bi na pravi put izveli narode koji su zalutali, uzoholili se, postali bogohulni ili činili nered na Zemlji. Češće se koristi naziv poslanik nego prorok upravo zbog pogrešnog shvaćanja da su proroci ljudi koji proriču budućnost, što je za muslimane vrlo uvredljivo. 
U arapskom jeziku najčešći nazivi za poslanike su: nebi - "vjerovjesnik", resul - "poslanik, prorok", bešir - "donosilac radosnih vijesti", nezir - "onaj koji opominje" i dr.
U  Kuranu ih je spomenuto dvadeset pet, a najpoznatiji su: Adem (Adam), Nuh (Noa), Ibrahim (Abraham), Musa (Mojsije), Isa (Isus) i Muhamed, i jednim imenom se nazivaju ulul-azm. Svih 25 poslanika spomenutih u Kuranu (i njihova biblijska imena) su: Adem (Adam), Idris (Henok), Nuh (Noa), Hud (Eber), Salih, Ibrahim (Abraham), Lut (Lot), Ismail (Jišmael), Ishak (Izak), Jakub (Jakov), Jusuf (Josip), Ejjub (Job), Šu'ajb, Musa (Mojsije), Harun (Aron), Davud (David), Sulejman (Solomon), Iljas (Ilija), El-jese' (Elizej), Junus (Jona), Zulkifl (Ezekiel), Zekerijja (Zaharija), Jahja (Ivan Krstitelj), Isa (Isus) i Muhamed (Paraklet). 
Muhamed je naveo da je najviše poslanika poslano Židovima, te da su oni većinu njih prognali ili ubili, i da je Alah ljudskom rodu poslao 124 000 poslanika. Svakom poslaniku Alah je dao mudžize, natprirodne sposobnosti, kako bi dokazali nevjernicima da su doista Božji poslanici. Muslimani su dužni poštovati i vjerovati u poslaničku misiju svih u Kuranu spomenutih poslanika, a Muhameda moraju slijediti, poštovati i prakticirati sve ono što je on za života radio (sunnet), te čvrsto vjerovati u sve ono što mu je od Boga objavljeno. 
Muslimani nakon imena svakog poslanika dodaju i uzrečicu alejhi-s-selam (skraćeno: a.s.), što znači: Neka je mir i spas Božji na njega.